# Olof den helige
Olof (II) Haraldsson, vanligen Olof den helige (norska: Olav den hellige, nynorska: Heilag-Olav), även Sankt Olof eller Olaf digre (se diger), född 995, död den 29 juli 1030, var kung av Norge 1015–1028 och är landets nationalhelgon. Han firas på Olsmässodagen den 29 juli.
Han var son till Harald Grenske och gift med Astrid Olofsdotter av Sverige. De hade tillsammans ett barn, Ulfhild av Norge. Olofs ende son, Magnus den gode, var utomäktenskaplig.

## Biografi
Olof döptes tillsammans med sin mor Åsta och sin styvfar Sigurd Styr. Kung Olav Tryggvason var hans gudfar. Olof var i yngre år en framgångsrik viking. Han plundrade i Mälaren, i Östersjön, Finska viken och runt Danmarks kuster.  Han deltog i tronstridigheterna i England mot engelsmännen där han enligt legenden var med och förstörde London Bridge.  I Normandie antog han kristendomen.
År 1015 landsteg han med få män i Norge och tog makten från jarlarna Håkon Eriksson och Sven Håkonsson. Under 1016 grundlade han staden Borg som blev norsk huvudstad. Som kung fortsatte han att kristna Norge på samma hårdhänta sätt som släktingen Olav Tryggvason. Vid samma tid föddes hans halvbror Harald Hårdråde, som också var Olofs brylling. År 1028 drevs han ut ur Norge av danskarna, men återvände snart med svenskt stöd och stupade i slaget vid Stiklestad 1030. Hans helighet uppenbarade sig genast genom ett stort antal underverk som skedde i närheten av hans efter slaget undangömda lik. Kort efter hans död byggdes domkyrkan Nidarosdomen i Trondheim, där hans reliker förvarades. Senast på 1100-talet gavs han titeln Rex Perpetuus Norvegiae - Norges evige konung.

## Helgon
Olof blev Nordens första och mest populära helgon. En av de äldsta kyrkorna i Sigtuna var helgad till honom, i Uppsala domkyrka blev han vid sidan av Erik den helige huvudhelgon. Sankt Olovskyrkor byggdes i Stockholm och Norrköping, och på flera håll i södra och mellersta Sverige uppfördes kyrkor helgade till honom, bland annat i Småland och på Gotland. Ett av de äldsta altarna i Lunds domkyrka var helgat åt Sankt Olof, och ett kapell restes till hans ära vid infarten till staden.
Sankt Olof blev skyddspatron för de resande på Östersjön, och Sankt Olavs kyrka i Tallinn är en av de kyrkor som vittnar om denna popularitet. Slottet Olofsborg (på finska Olavinlinna) i staden Nyslott i Finland har också fått sitt namn efter Olof. Sankt Olofs kyrka på Österlen blev en populär vallfartsort där sjuka offrade pengar i kyrkkistan ända in på 1900-talet och där pilgrimsvandrandet aldrig upphört. Största pilgrimsdagen är här, liksom i Trondheim, den 29 juli då hundratals pilgrimer kommer vandrande från olika håll för att fira mässa. När Skanörs kyrka efter reformationen fick ett nytt altarverk valde man ett motiv ur Sankt Olofslegenden. Vid sidan av madonnan är Sankt Olof det vanligast förekommande helgonet i Norden. I många kyrkor placerades Sankt Olof och madonnan som pendanger i kyrkorna, särskilt vanligt i småländska kyrkor.
Sankt Olofs helgonattribut är att han är framställd som kung (det vill säga med krona, ibland även riksäpple), stor stridsyxa (med böjd klinga) och underliggare.
Legenden bakom hans underliggare och den i flera kyrkor bevarade scenen Sankt Olofs seglats är följande:
| ” | Olav och hans hedniske broder Harald tävlade om Norges krona. Striden skulle avgöras genom en kappsegling, där Harald seglade i den snabba Ormen och Olav förde den tunga, otympliga Oxen. Olavs seglats blev ett mirakel, Oxen for fram över både vatten och land, och trollen som försökte hindra färden flydde slagna till sina hålor. | „ |

Seglatsen har även besjungits i folkliga ballader. På svenska finns fyra fragmentariska uppteckningar av "Sankt Olovs kappsegling" (SMB 41, TSB B 12), den äldsta i Erik Fernows Beskrifning Öfwer Wärmeland II (1773); utförligare uppteckningar finns på danska och norska. Balladen "Hellig-Olav og troldene" (DgF 51, TSB E 116) finns i danska och färöiska uppteckningar.
Bland påstådda reliker efter Olof märks hans hjälm och sporrar, som efter att ha förvarats i Nidarosdomen erövrades 1564 åt Erik XIV vid det nordiska sjuårskriget. Troféerna ansågs så betydelsefulla att de på 1660-talet som enda lösöre förlänades en egen plansch i stormaktstidens stora propagandaverk Suecia antiqua et hodierna.

## Sankt Olofskult i Sverige
I svenska kyrkor förekommer Olof den helige på kalkmålningar och altarskåp, som staty och i helgonskåp, ofta tillsammans med Erik den helige, på Skogbonaden även tillsammans med den danske Knut den helige. Han är sjömännens och böndernas skyddshelgon. Längs Nidarosvägarna vandrade pilgrimer till Olof den heliges reliker i Trondheim fram till reformationen.
Att Sankt Olofskulten var särskilt stark i Medelpad och Jämtland med omnejd framgår av att Sankt Olof ingår i många ortnamn, att Olof var ett särskilt vanligt mansnamn i regionen, och att Olofsmässa än idag firas i Härjedalen. Sankt Olofs hamn i Selångers socken är den nordligaste av hamnarna uppkallade efter honom, och är känd i ett medeltidsbrev från 1519. Enligt traditioner som upptecknades på 1680-talet uppges Olof Haraldsson ha landstigit med sin här i hamnen år 1030 på sin väg för att kristna Norge och till slaget vid Stiklestad. En pilgrimsled kallad S:t Olavsleden uppstod längs vägen, och återinvigdes vid Trondheims 1000-årsjubileum 1997.
I Hallaröd i Skåne finns S:t Olofs källa vilken under medeltiden var ett centrum för Sankt Olofskulten.

## Galleri

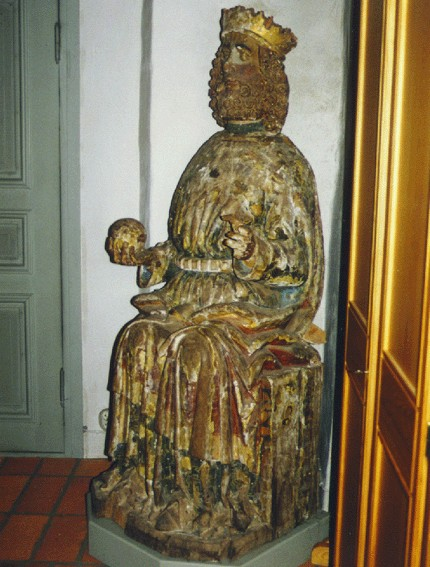
Olof i Ytterselö kyrka
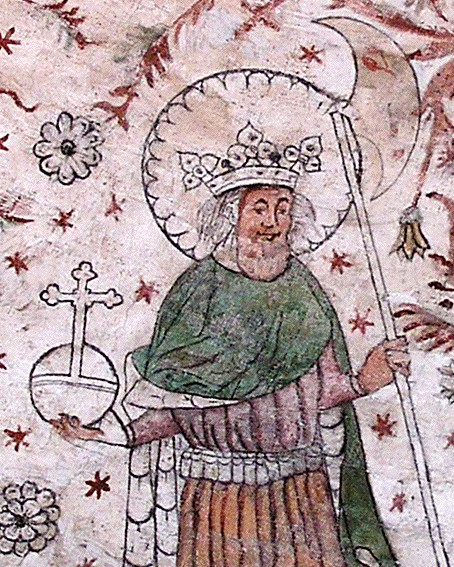
Olof, valvmålning, Överselö kyrka
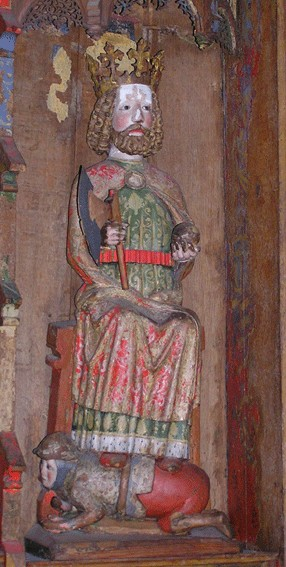
Olof, helgonskåp med Erik, Överselö kyrka
Olof på Jomala kommunvapen
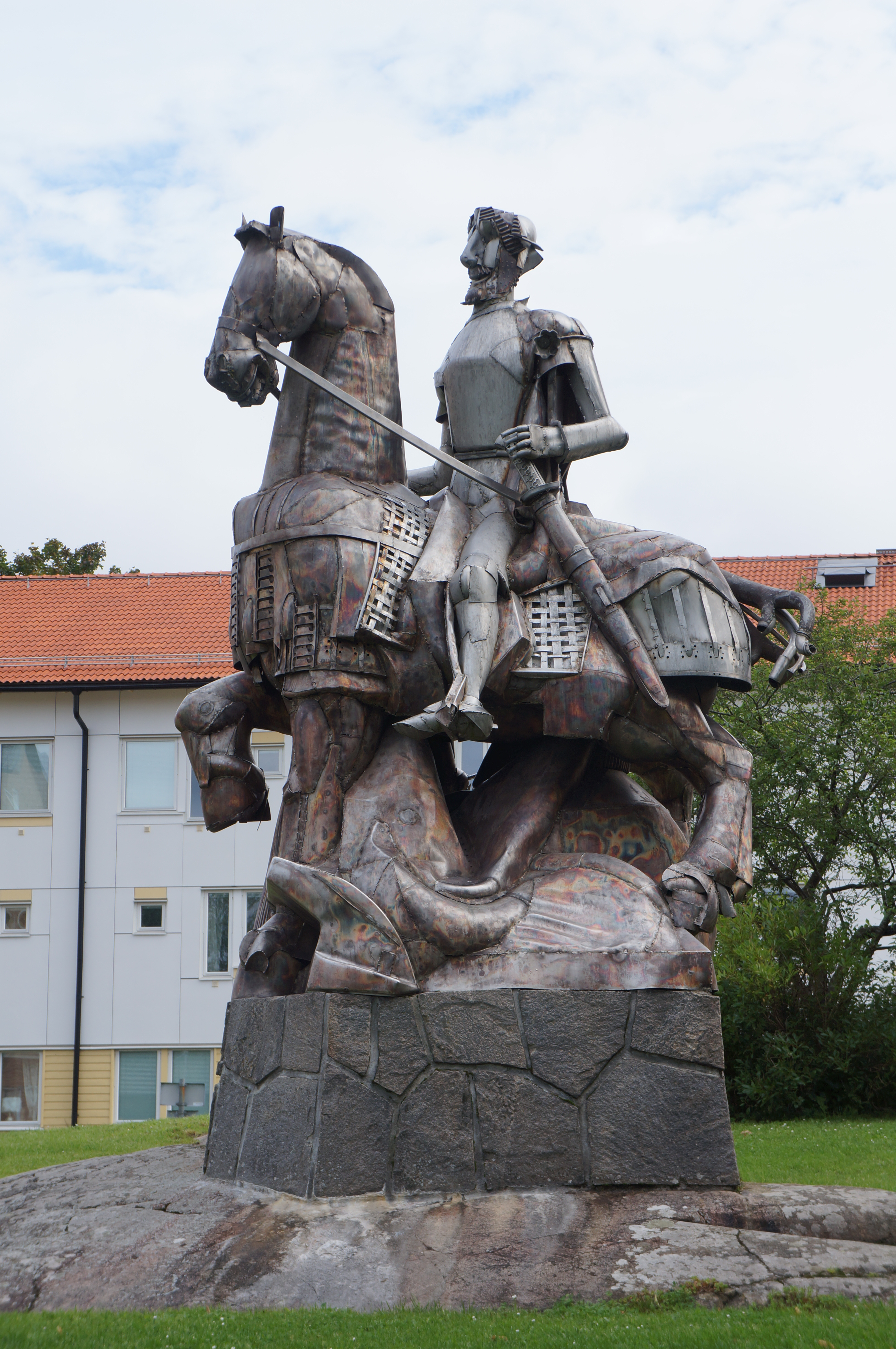
Olof i studentbostadskvarteret Triangeln, Uppsala.
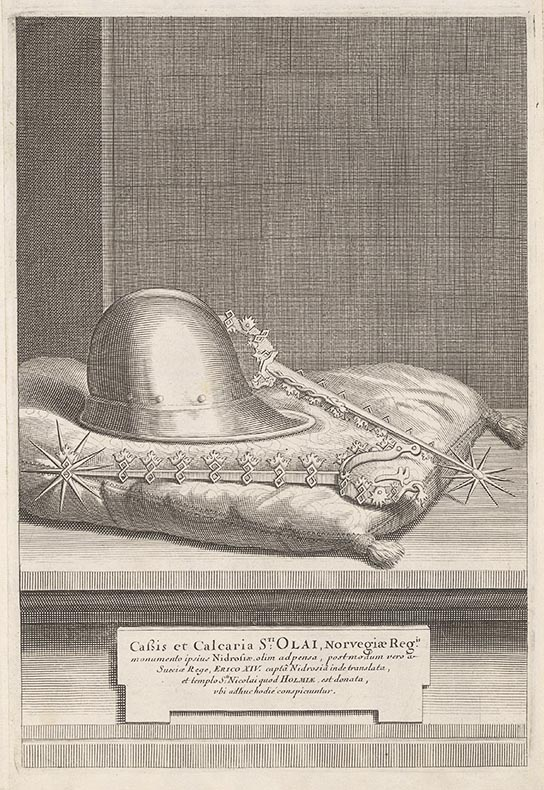
Olofs hjälm och sporrar
Sankt Olof på Norrköpings stadsvapen.
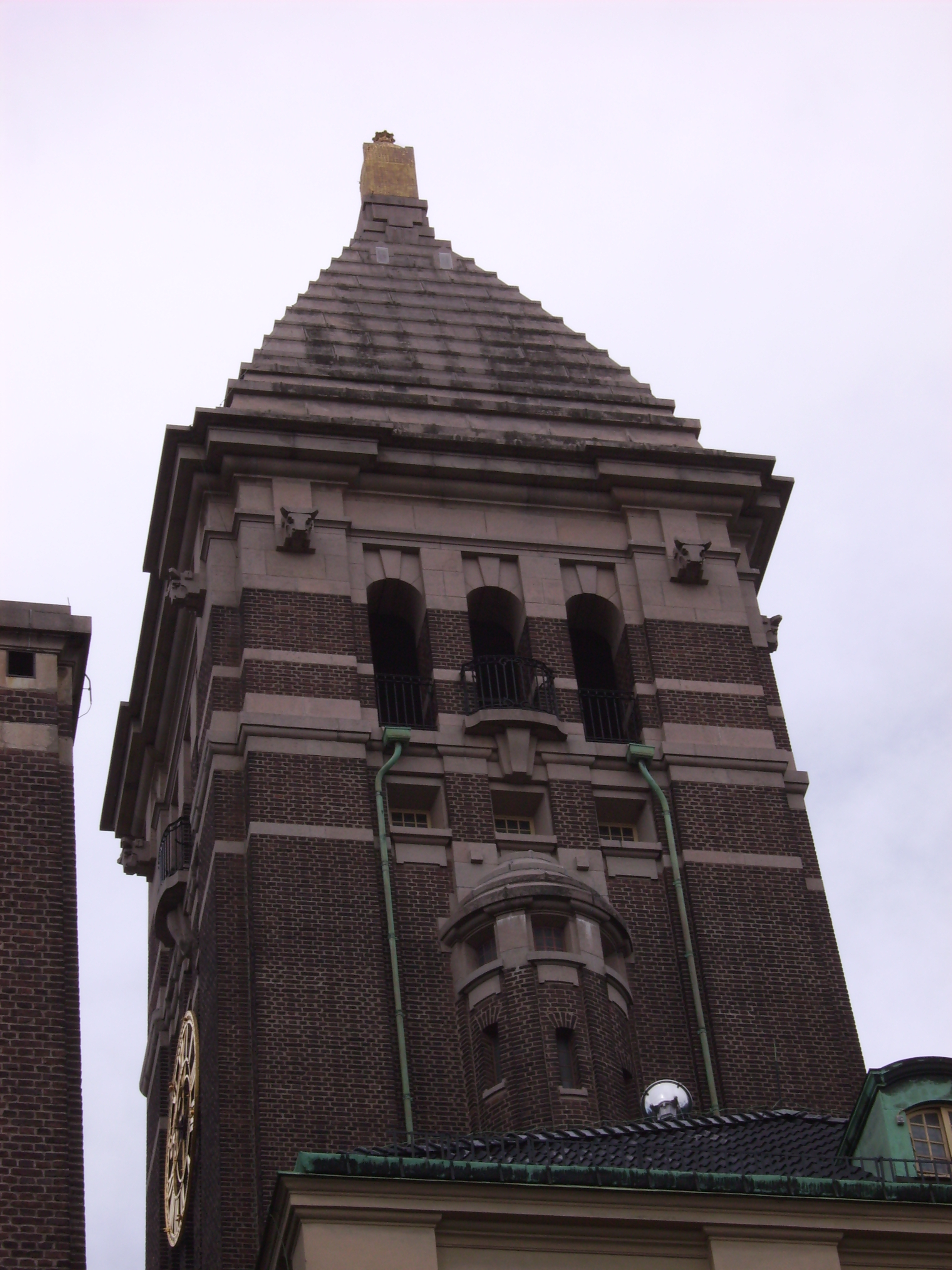
Norrköpings rådhus kröns av Johan Axel Wetterlunds 4,5 m höga staty Gull-Olle.
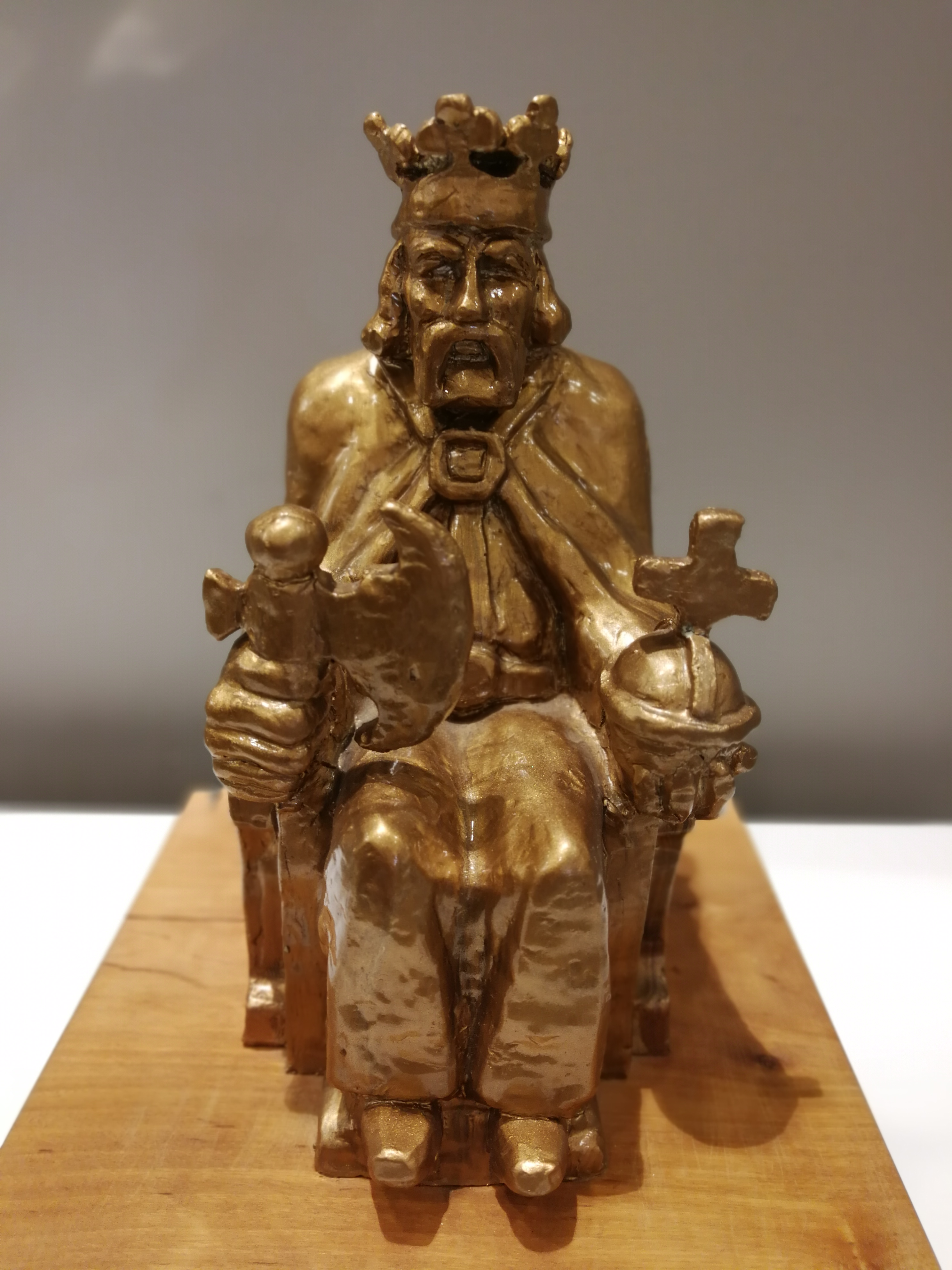
Miniatyr av Johan Axel Wetterlunds staty Gull-Olle.